# Марганцовистая кислота
Марганцовистая кислота — сильная двухосновная неорганическая кислота, имеет химическую формулу H2MnO4. В чистом виде не получена. Ангидрид кислоты — MnO3. Образуется при подкислении растворов манганатов, но сразу распадется на оксид марганца(IV) MnO2 и марганцовую кислоту HMnO4. Анионы МnO42- имеют зеленый цвет. Образует соли, называемые манганатами. Самая известная из них — манганат калия, использующаяся для получения перманганата калия.
Константы диссоциации марганцовистой кислоты составляют по первой ступени pKa1 = ~1 и по второй pKa2 = 10,15 , что относит соединение по силе к сильным кислотам (pKa < 4,5).
Манганаты(VI) — соли нестойкой марганцовистой кислоты H2MnO4, в кристаллическом состоянии известны только для щелочных металлов и бария. Кристаллы темно-зелёного цвета, растворы также зелёные. Термически неустойчивы, при нагревании разлагаются с выделением кислорода до MnO2 и манганатов(V).
Манганаты(VI) — являются окислителями, в нейтральной среде восстанавливаются до соединений Mn(IV), в кислой — до Mn2+. В нейтральных и кислых растворах возможно диспропорционирование до перманганатов и соединений Mn(IV):
Сильными окислителями манганаты(VI) окисляются до перманганатов. Образуют двойные соли с сульфатами и хроматами.